# Warren Dean
Warren Dean (* 1932 in Passaic, USA; † 21. März 1994 in Santiago de Chile, Chile) war ein US-amerikanischer Historiker und Professor der lateinamerikanischen Geschichte. Der Fokus seiner Forschung lag auf der Geschichte Brasiliens und lateinamerikanischer Umweltgeschichte. Besondere Bedeutung erhielt sein Werk With Broadax and Firebrand: The Destruction of the Brazilian Atlantic Coastal Forest (1995) über die Mata Atlântica, in der erstmals ein Historiker den tropischen Regenwald und seine Zerstörung in den Mittelpunkt der Geschichte Brasiliens stellte. Dean wurde für seine Arbeit posthum mit dem Bolton-Johnson-Preis ausgezeichnet.
Dean lehrte an der University of Texas at Austin (1965–70) und ab 1970 bis zu seinem Tod an der New York University. Aufgrund einer defekten Gasleitung erstickte er tragisch auf einer Forschungsreise in Santiago de Chile. Ihm zu Ehre wurde bei der Latin-American-History-Konferenz 1995 der Warren-Dean-Preis eingerichtet. Der Preis wird seitdem jährlich vergeben.

## Werke (Auswahl)
- The industrialization of São Paulo, 1880–1945 (1969),  Austin & London, University of Texas Press. ISBN 0292700040.
- Brazil and the Struggle for Rubber: A Study in Environmental History (1987), Cambridge, Cambridge University Press. ISBN 0521334772.
- With Broadax and Firebrand: The Destruction of the Brazilian Atlantic Coastal Forest (1995), Berkley u. a., University of California Press. ISBN 0520087755.